# (26993) Littlewood
(26993) Littlewood ist ein Asteroid des Hauptgürtels, der am 3. Dezember 1997 vom italo-amerikanischen Astronomen Paul G. Comba am Prescott-Observatorium (IAU-Code 684) in Arizona entdeckt wurde.
Der Asteroid wurde am 28. Januar 2002 nach dem englischen Mathematiker John Edensor Littlewood (1885–1977) benannt, der die meiste Zeit seines Lebens Professor am Trinity College in Cambridge war und zusammen mit Godfrey Harold Hardy die englische Mathematik bis in die 1950er Jahre hinein prägte.